# قایق توپ‌دار چوکای
قایق توپ‌دار چوکای (به انگلیسی: Japanese gunboat Chōkai) یک کشتی بود که طول آن ۴۷٫۰ متر (۱۵۴٫۲ فوت) بود. این کشتی در سال ۱۸۸۷ ساخته شد.